# Crassula bevilanensis
Crassula bevilanensis (Desc., 2007) è una pianta succulenta appartenente alla famiglia delle Crassulaceae, endemica del Madagascar.
L'epiteto specifico bevilanensis si rifà al nome del piccolo villaggio di Bevilani, centro minerario nel distretto di Ihosy, nei pressi del quale è stata scoperta questa specie.
Si tratta di una pianta scoperta recentemente, tanto da essere stata classificata da Bernard Descoings solo nel 2007, congiuntamente ad un'altra specie appartenente a questo genere, ossia Crassula ankaratrensis.